# Chris Pine
Christopher Whitelaw "Chris" Pine (Los Angeles, 26 de agosto de 1980) é um ator estadunidense. Ele é conhecido como o personagem capitão James T. Kirk nos filmes Star Trek, Star Trek: Além da Escuridão, e Star Trek Beyond. Ele também foi escolhido em 2015 para participar do Universo Estendido da DC como o personagem Steve Trevor no filme Mulher-Maravilha.

## Biografia
Chris Pine nasceu em Los Angeles, Califórnia, no dia 26 de agosto de 1980, filho do casal de atores Robert Pine e Gwynne Gilford. Seus avós maternos eram Anne Gwynne, uma conhecida atriz de Hollywood e Max M. Gilford, um advogado de Hollywood. Chris tem uma irmã mais velha, Katie.
Pine frequentou a Universidade da Califórnia em Berkeley, onde completou um curso de Inglês em 2002. Ele fez um intercâmbio de um ano na Universidade de Leeds na Inglaterra. Depois de terminar o curso, Chris frequentou o Williamstown Theatre Festival, um curso de verão de teatro da Williams College, e estudou no American Conservatory Theatre em São Francisco.

## Carreira

### 2003–2009
O seu primeiro papel foi em um episódio de ER em 2003 e no mesmo ano também apareceu em episódios de The Guardian e CSI: Miami. Em 2004, fez uma ponta em um curta metragem intitulado Why Germany?, e foi o interesse amoroso do personagem de Anne Hathaway no filme de comédia romântica The Princess Diaries 2. Em 2005, Pine apareceu em um episódio da série Six Feet Under e em The Bulls, outro curta-metragem. No mesmo ano aparece na comédia Blind Dating e Smokin' Aces.
Pine apareceu no filme feito para a televisão, Surrender, que foi ao ar no início de 2006. Fez um dos papéis principais, ao lado de Lindsay Lohan na comédia romântica Just My Luck. O filme foi lançado em  maio de 2006.
Em 2007, Pine recusou um papel em uma adaptação para o cinema de White Jazz, para interpretar James T. Kirk no longa Star Trek, dirigido por J. J. Abrams e lançado em 2009. O ator fez uma pequena participação no programa Saturday Night Live para promover o filme. No mesmo ano, também lançou o filme de suspense Carriers, onde faz o papel principal como Brian. Ainda em 2009 lançou a animação Beyond All Boundaries, onde ele faz a voz de Hanson Baldiwin. No verão desse ano, participou na peça Farragut North, apresentada em Los Angeles.

### 2010–presente

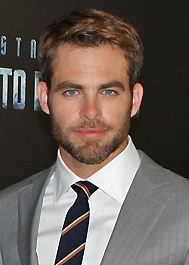
Chris Pine na estreia de Star Trek: Into Darkness em 2013.

No verão de 2010, Chris protagonizou a peça The Lieutenant of Inishmore em Los Angeles, papel pelo qual venceu o prémio Los Angeles Drama Critics Circle.
Nesse ano, Pine aceitou fazer parte do filme de drama Small Town Saturday Night, como Rhett Ryan e no mesmo ano fez a voz de Dave, no filme Quantum Quest: A Cassini Space Odissey.
Um ano depois, Pine fez o filme de ação Unstoppable ao lado de Denzel Washington. O filme foi indicado ao TCA 2011 e nos cinemas brasileiros, rendeu mais de 1,4 milhões. Ainda nesse ano, Chris participou no documentário The Captains, onde foi entrevistado pelo capitão James T. Kirk original, William Shatner. Uma parte da entrevista, onde os dois participam num desafio de braço de ferro, tornou-se viral.
Em 2012, estreou a comédia de ação This Means War onde interpretou o papel de FDR e contracenou com Tom Hardy e Reese Witherspoon. Ainda nesse ano emprestou a voz à personagem Jack Frost no filme de animação da Dreamworks, Rise of the Guardians e contracenou com Elizabeth Banks, Olivia Wilde e Michelle Pfeiffer no drama familiar People Like Us.
Em 2013, retomou o papel de James T. Kirk no filme Star Trek Into Darkness. Em outubro do mesmo ano, participou do vídeo da música "Queenie Eye" do eterno beatle Paul McCartney.
No ano seguinte, protagonizou o filme Jack Ryan: Shadow Recruit, baseado na popular personagem criada por Tom Clancy. O filme foi dirigido por Kenneth Branagh. Ainda em 2014, participou na comédia Horrible Bosses 2 no papel de Rex Hanson e no musical Into the Woods no papel de Príncipe Encantado. Em 2015, foi um dos protagonistas de Os Últimos na Terra, um filme de ficção científica onde contracenou com Margot Robbie e Chiwetel Ejiofor. Apesar de ter recebido críticas positivas, o filme foi um dos maiores desastres de bilheteria da carreira do ator com uma receita total de apenas 121 000 dólares. Ainda em 2015, emprestou a sua voz à personagem Dr. Devizo / Robo-Dino na série de animação SuperMansion. O seu trabalho neste projeto valeu-lhe a sua primeira nomeação para os prémios Emmy no ano seguinte.
Em 2016, foi um dos protagonistas do filme The Finest Hours, um drama histórico baseado no livro The Finest Hours: The True Story of the U.S. Coast Guard's Most Daring Sea Rescue de Michael J. Touglas e Caey Sherman sobre o resgate da tripulação de um navio-petroleiro. O filme recebeu críticas mistas e foi mais um desastre de bilheteria para Chris, tendo recuperado apenas 52 milhões de dólares do seu orçamento de 80 milhões. No verão desse ano, voltou a interpretar o papel de James T. Kirk no terceiro filme da nova saga Star Trek, Star Trek Beyond. O filme foi recebido com críticas positivas e bons resultados de bilheteira, porém foi o menos rentável da saga. Ainda nesse ano estreou, no Festival de Cinema de Cannes, o filme Hell or High Water que Chris protagoniza com Jeff Bridges e Ben Foster. O filme segue a história de dois irmãos que roubam vários bancos para salvar o rancho da família e recebeu críticas bastante positivas e foi nomeado para 4 Óscares.
Em 2017, Chris interpretou o papel de Steve Trevor no filme Wonder Woman. O filme teve críticas bastante positivas e gerou bastante atenção por parte da comunicação social por ser o primeiro filme de super-heróis protagonizado por uma mulher em mais de 12 anos. Foi também um grande sucesso a nível comercial, com receitas de 223 milhões de dólares a nível mundial na sua semana de estreia. Em 14 de dezembro de 2020, foi anunciado que o ator estava em negociação para participar do novo filme em live-action da franquia de RPG de mesa Dungeons & Dragons, previsto para ser lançado em 2022.

## Polêmica
Em  março de 2014, Chris Pine, foi  detido em Methven, na Nova Zelândia, por dirigir embriagado. Por esse motivo, a justiça o condenou a seis meses sem o direito de dirigir na Nova Zelândia.

## Filmografia
| Ano  | Título                                   | Personagem                                    | Nota                       |
| ---- | ---------------------------------------- | --------------------------------------------- | -------------------------- |
| 2003 | ER                                       | Levine                                        | 1 episódio                 |
| 2003 | The Guardian                             | Lonnie Grandy                                 | 1 episódio                 |
| 2003 | CSI: Miami                               | Tommy Chandler                                | 1 episódio                 |
| 2003 | Why Germany?                             | Chris                                         |                            |
| 2004 | The Princess Diaries 2: Royal Engagement | Nicholas Devereaux                            |                            |
| 2004 | American Dreams                          | Joey Tremain                                  | 1 episódio                 |
| 2005 | Confession                               | Luther Scott                                  |                            |
| 2005 | Six Feet Under                           | Sam (Jovem)                                   | 1 episódio                 |
| 2005 | The Bulls                                | Jason                                         |                            |
| 2006 | Surrender, Dorothy                       | Shawn                                         | TV                         |
| 2006 | Just My Luck                             | Jake Hardin                                   |                            |
| 2006 | Blind Dating                             | Danny                                         | Tv                         |
| 2006 | Smokin' Aces                             | Darwin Tremor                                 |                            |
| 2008 | Bottle Shock                             | Bo Barrett                                    |                            |
| 2009 | Star Trek                                | James T. Kirk                                 |                            |
| 2009 | Carriers                                 | Brian                                         |                            |
| 2009 | Beyond All Boundaries                    | Hanson Baldwin                                | Voz                        |
| 2010 | Small Town Saturday Night                | Rhett Ryan                                    |                            |
| 2010 | Quantum Quest: A Cassini Space Odyssey   | Dave                                          | Voz                        |
| 2011 | Unstoppable                              | Will Colson                                   |                            |
| 2011 | Farragut North                           | Stephen Myers                                 | Peça de Teatro             |
| 2012 | This Means War                           | FDR                                           |                            |
| 2012 | People Like Us                           | Sam Harper                                    |                            |
| 2012 | Rise of the Guardians                    | Jack Frost                                    | Voz                        |
| 2013 | Star Trek Into Darkness                  | James T. Kirk                                 |                            |
| 2014 | Jack Ryan: Shadow Recruit                | Jack Ryan                                     |                            |
| 2014 | Into the Woods                           | Príncipe                                      |                            |
| 2014 | Horrible Bosses 2                        | Rex                                           |                            |
| 2015 | Os Últimos na Terra                      | Caleb                                         |                            |
| 2016 | Batman v Superman: Dawn of Justice       | Steve Trevor                                  | Fotografia                 |
| 2016 | Star Trek Beyond                         | James T. Kirk                                 |                            |
| 2016 | Hell or High Water                       | Toby Howard                                   |                            |
| 2016 | The Finest Hours                         | Bernie Webber                                 |                            |
| 2017 | Wonder Woman                             | Steve Trevor                                  |                            |
| 2018 | A Wrinkle in Time                        | Dr. Alexander Murry                           |                            |
| 2018 | Outlaw King                              | Roberto I da Escócia                          |                            |
| 2018 | Spider-Man: Into the Spider-Verse        | Peter Parker/Homem-Aranha (Universo do Miles) | Voz                        |
| 2019 | Love, Antosha                            | Himself                                       | Documentário               |
| 2019 | American Dad!                            | Alistair Covax (voz)                          | 1 Episódio ("Rabbit Ears") |
| 2020 | Wonder Woman 1984                        | Steve Trevor                                  |                            |
| 2022 | The Contractor                           | Sargento de Forças Especiais James Harper     | Também produtor executivo  |
| 2022 | All the Old Knives                       | Henry Pelham                                  | Também produtor executivo  |
| 2022 | Doula                                    | Doutor                                        | Também produtor            |
| 2022 | Don't Worry Darling                      | Frank                                         | Pós-produção               |
| 2023 | Dungeons & Dragons: Honra Entre Rebeldes | Edgin Darvis                                  | Pós-produção               |
| 2023 | Wish                                     | Rei Magnifico                                 | Voz                        |
| TBA  | Violence of Action                       | James Harper                                  | Pós-produção               |